# Passow (Brandenburgia)
Passow – część miasta Schwedt/Oder w Niemczech, w kraju związkowym Brandenburgia, w powiecie Uckermark; dawniej gmina wchodząca w skład związku gmin Amt Oder-Welse.
Gmina Passow powstała 31 grudnia 1998 r. pod nazwą Welsebruch z dotychczas samodzielnych gmin: Briest, Jamikow i Passow. 24 marca 2003 r. dołączono gminę Schönow, a następnie 1 października 2004 r. zmieniono nazwę gminy na Passow. Od 19 kwietnia 2022 roku dawna gmina stanowi część Schwedt.

## Geografia
Passow leży między miastami Schwedt/Oder i Prenzlau w powiecie Uckermark. Krajobraz jest nizinny, przeciętnie między 8 a 9 m n.p.m. w dolinach rzek Randow i Welse. Wzniesienia występują nawet do 69 m n.p.m.

## Toponimia
Nazwa notowana w źródłach średniowiecznych jako Parsowe (1296), Porszow (1355), Parssow/Partzow (1366), Passov (1459) ma pochodzenie słowiańskie, od połabskiego *Paršov „gród Parša”. Na język polski tłumaczona jako Parsów.

## Historia
Pierwsza wzmianka pisemna o wsi pod nazwą Parsowe pochodzi z 1296 r. Należąca pierwotnie do Marchii Brandenburskiej osada przeszła w 1355 r. wraz z pobliską wsią Crussow i zamkiem Zichow we władanie pomorskie. Wczesnogotycki kościół zbudowany z kamienia polnego pochodzi z trzeciej ćwierci XIII w. W XVIII w. dobudowano do niego wieżę zachodnią, w 1822 r. uzupełnioną o nasadę. Do wyposażenia kościoła należą późnogotycki poliptyk z początku XVI w. oraz renesansowa ambona z początku XVII w.
W 1734 r. mieszkało w Passow 226 mieszkańców, w 1895 – 590, a w 1946 – 808 (w tym wielu przesiedleńców). W latach 1971–1981 liczba ludności wzrosła z 748 do 1243 w wyniku przyłączenia w 1974 r. miejscowości Wendemark.
Ustawą z 24 marca 2022 brandenburski Landtag zniósł urząd Oder-Welse, zaś gminę Passow włączył w granice miasta Schwedt/Oder (data wejścia aktu w życie:19 kwietnia tego samego roku).

## Podział administracyjny
| Rodzaj              | Powierzchnia | % ca  |
| ------------------- | ------------ | ----- |
| Użytki rolne        | 4160 ha      | 78,3% |
| Lasy i grunty leśne | 740 ha       | 13,9% |
| Drogi               | 160 ha       | 3,0%  |
| Budynki             | 120 ha       | 2,3%  |
| Wody                | 45 ha        | 0,9%  |
| Pozostałe           | 88 ha        | 1,6%  |
| Σ                   | 5313         | 100   |

W skład gminy wchodzą następujące dzielnice:

### Briest
Ta wieś owalnica wymieniona została po raz pierwszy w dokumentach klasztoru w Gramzow już w 1288 r. Nazwa pochodzi od słowiańskiego słowa brestu oznaczającego wiąz. Do 1472 r. w granicach Marchii Brandenburskiej, potem z uwagi na przygraniczne położenie wielokrotnie przechodziła z rąk do rąk, należąc na zmianę do książąt brandenburskich i pomorskich.
Wojna trzydziestoletnia i siedmioletnia spowodowały wiele spustoszeń w tej części Marchii Wkrzańskiej. Również w Briest zniszczonych zostało wiele gospodarstw, ziemia leżała odłogiem, a domy zamieszkiwane były przez wojsko.
Droga z Briest do dworca kolejowego w Passow wybrukowana została w 1899 r. Do 1920 r. ukończono elektryfikację wsi.
Po II wojnie światowej powstała konieczność przyjęcia licznych przesiedleńców z terenów przyłączonych do Polski. W 1961 r. zakończono kolektywizację rolnictwa. W 1964 r. wybudowano dom kultury z restauracją, salą, kuchnią i świetlicą dla dzieci. Rok później oddano do użytku pierwszych dwanaście państwowych budynków mieszkalnych. Do 1982 r. większość gospodarstw podłączona została do sieci wodociągowej.

### Jamikow
Nazwa po raz pierwszy pojawia się w dokumencie wystawionym przez Barnima III w 1345 r., w którym nadaje on odcinek rzeki Welse od jej ujścia do Odry do młyna Januck. Do 1945 r. Jamikow leżał w pruskiej prowincji Pomorze. Kościół w Jamikow, wybudowany został w 1856 r., i kilka lat temu został odnowiony. Późnobarokowy dworek we wsi znajduje się na liście zabytków. Wybudowano go przypuszczalnie pod koniec XVIII w.

### Schönow
Schönow w 2001 r. zdobył tytuł „najbardziej usportowionej wsi Brandenburgii”. Spośród ogólnej liczby 310 mieszkańców 258 należało wtedy do jednego z dwóch działających tu związków sportowych (sekcje: piłka nożna – osiem drużyn, tresura i skoki przez przeszkody, sport dla niepełnosprawnych, lekkoatletyka i łucznictwo).

### Wendemark
Po raz pierwszy Wendemark wymieniony zostaje w dokumentach klasztoru w Gramzow z 1552 r. Nazwa, z niemieckiego Wendemarke, oznacza „punkt zwrotny” i odnosi się do ukształtowania krajobrazu. W miejscowości spotykają się bowiem szerokie doliny rzek Welse i Randow, zaznaczając odmienności ukształtowania terenu. Wieś przyłączono do Passow w 1974 r.

## Zabytki
Według stanu na 31 grudnia 2007 r. na terenie gminy znajdowały się następujące obiekty wpisane do rejestru zabytków:
- Briest

1. kościół (Hauptstraße 1)

- Jamikow

1. dworek (Gutshof 1-2)
2. kościół (Dorfstraße 17)

- Passow

1. dworzec kolejowy (Am Bahnhof 1)
2. budynek gumienny (Bahnhofstraße 19)
3. kościół (Schwedter Straße)

- Schönow

1. kościół
2. zameczek z resztkami parku (Am Schlosspark 1)
3. gorzelnia (Am Schlosspark 15)
4. stare zabudowania dworskie – dom zarządcy (Am Schlosspark 19)

- Wendemark

1. czworaki (Lindenallee 8)

## Kultura
W Passow istnieje szkoła podstawowa.

## Transport
W latach 1840–1843 wybudowano kolej z Berlina do Szczecina. Trasa biegła przez Passow, więc ulokowano tutaj stację kolejową. Dworzec kolejowy w Passow służył miejscem odpraw osobowych i pocztowych do Prenzlau, Pasewalku oraz w kierunku Pomorza i Rugii. Każdy pociąg odsługiwany był przez 75 wozów pocztowych, czekających tu na pocztę i pasażerów z Berlina w celu dalszego ich przetransportowania we wskazanych kierunkach. Właśnie w Passow planowano pierwotnie budowę odgałęzienia od linii kolejowej Berlin – Szczecin do Stralsundu. Jednak z powodu oporu miejscowych chłopów, sprzeciwiających się oddaniu ziemi na cele budowy, odgałęzienie w kierunku Stralsundu zlokalizowano w Angermünde. W ten sposób stacja kolejowa w Passow straciła swoje ponadlokalne znaczenie, a wielu miejscowych woźniców musiało pożegnać się z pracą.

## Galeria

Kościół w Passow
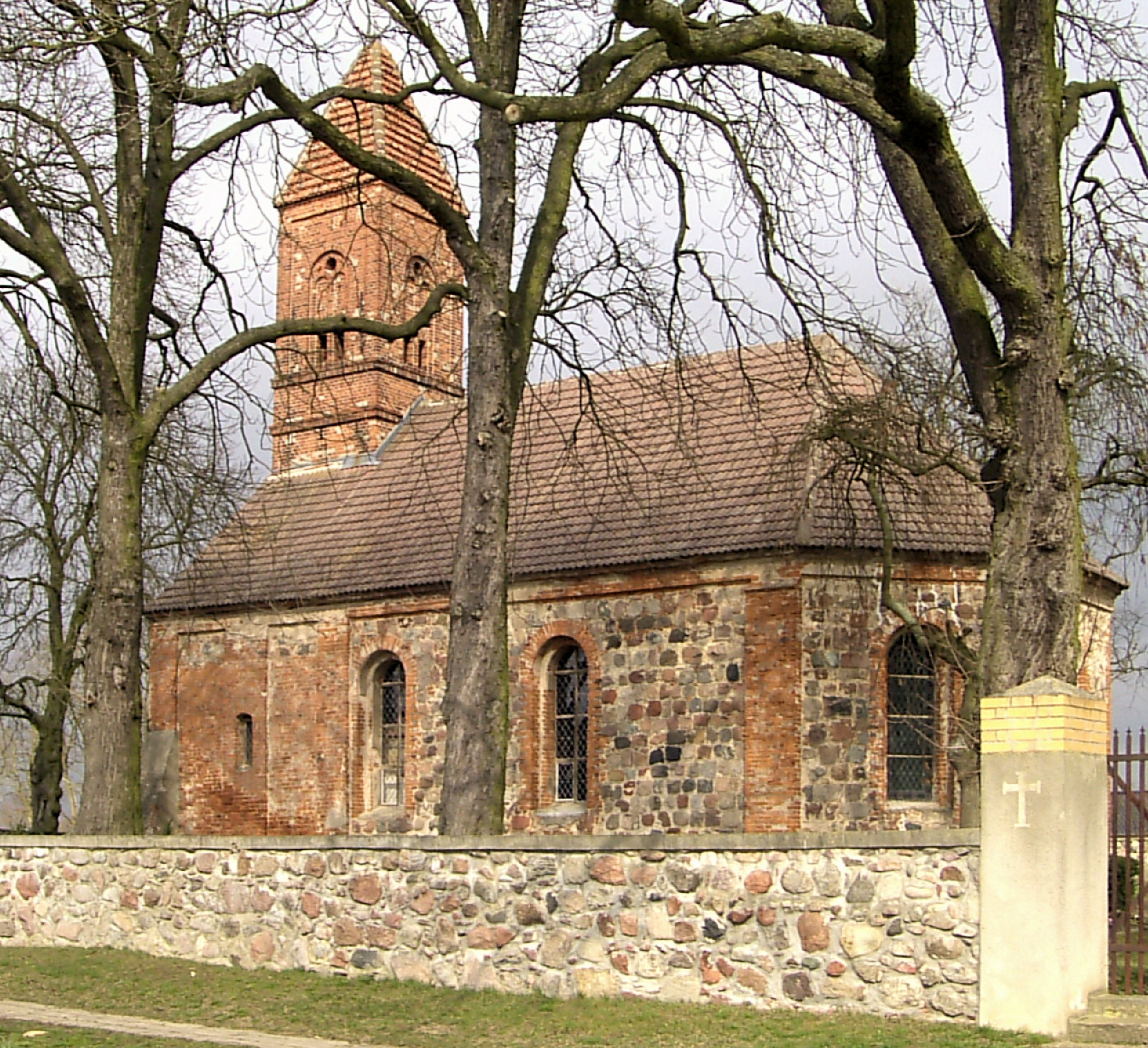
Kościół w Jamikow
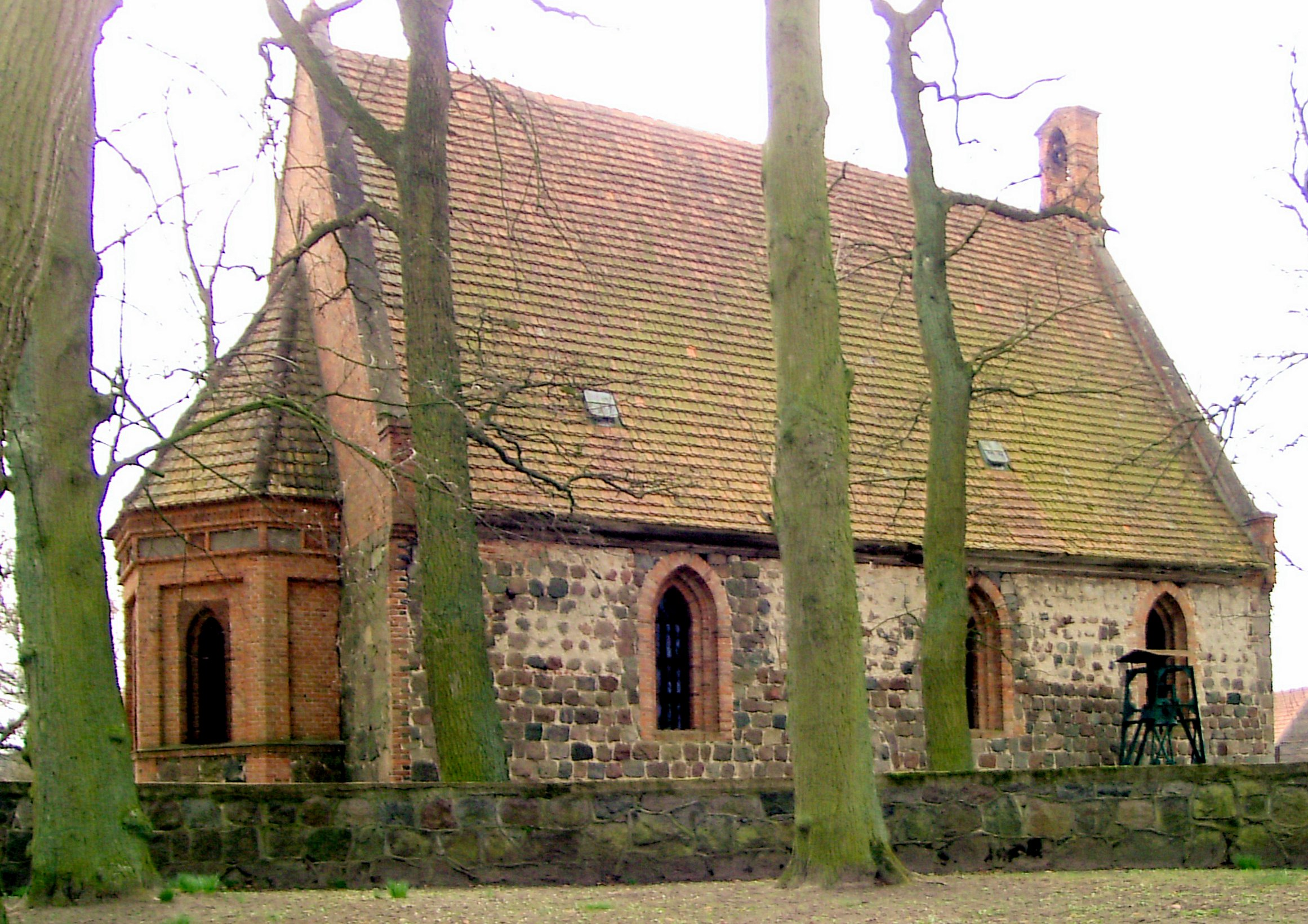
Kościół w Schönow
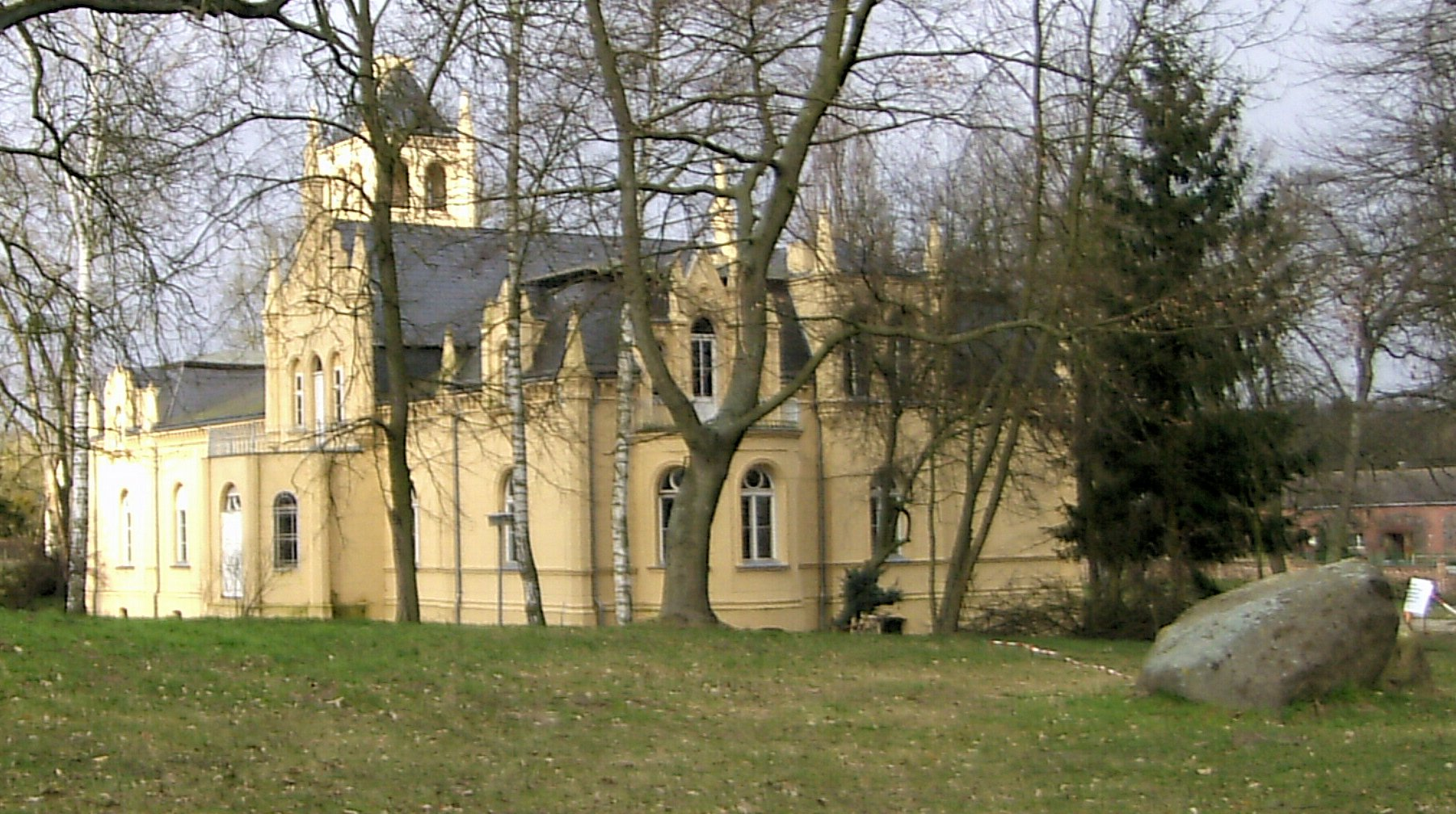
Zameczek w Schönow